# 喬丹·克爾
喬丹·卡爾（Jordan Kerr，1979年10月26日—）是一位澳洲職業網球運動員，1998年轉職業。費許爾沒有打任何一場ATP單打比賽，他主要參加雙打賽事。2008年8月18日，他到達目前為止最高雙打排名23位。他曾在2008年北京奧運會代表澳洲參加網球雙打賽事，第一輪便輸給後來奪得銀牌的瑞典組合。

## 外部連結
- 喬丹·克爾（英文/西班牙文）的官方資料
- 喬丹·克爾的國際網球總會 職業／青少年 官方資料（英文）
- 喬丹·克爾的官方資料（英文）
- Jordan Kerr – Player Profiles - Players and Rankings - News and Events - Tennis Australia（页面存档备份，存于） （英文）